# Турбоагрегат
Турбоагрегат — агрегат, объединяющий в своём составе турбину (паровую или газовую) и приводимый ею электрогенератор, как отдельные законченные устройства, вместе с их вспомогательными системами (возбуждения генератора,  водяного и водородного охлаждения генератора , маслосистема подшипников турбины). Является одним из объектов основного оборудования электростанции.
В более широком понимании турбоагрегат подразумевает сочетание двух и более механизмов, имеющих между собой,как правило, кинематическую связь. При этом основным агрегатом этой композиции является турбина, поскольку именно она приводит весь турбоагрегат во вращение. Обороты остальных механизмов могут быть существенно меньше, чем обороты приводной турбины, если применить редуктор или больше, если применить мультипликатор. Однако чаще всего стараются создать турбоагрегат с единым ротором, при этом обороты всех остальных механизмов такие же, как у приводной турбины. 
Турбоагрегаты можно разделить на несколько классов в зависимости от назначения механизма, который они собственно и приводят во вращение (которому передается мощность турбины). Так например при передаче мощности от турбины к насосу мы получаем турбонасос (основной агрегат современного жидкостного ракетного двигателя). При передаче мощности от турбины к генератору мы получаем турбогенератор. При передаче мощности от турбины к компрессору(как правило центробежному или осевому)мы получаем турбокомпрессор это основной агрегат современного автомобильного двигателя, как дизельного, так и бензинового. Мощность от турбины можно передавать к любому механизму, например к буровой установке, однако в этом случае целесообразно говорить не о турбобуровой, а о буровой установке с приводом от турбины. Особо следует выделить турбоагрегаты у которых для вращения турбины используется рабочее тело (пар, высокотемпературный газ, продукты сгорания, технологический газ для производства сжиженного газа и др.) основного технологического процесса, причем давление и температуру этого рабочего тела необходимо понизить. Такой турбоагрегат, как правило называют турбодетандер. При этом свою мощность они, как правило передают на электрогенератор или насос. Сегодня турбодетандеры широко применяются в процессах утилизации "даровой" энергии таких процессов, как дросселирование газа при магистральном транспорте газа и его распределение на ГРС и ГРП.
Турбокомпрессоры и турбогенераторы в ближайшее время найдут своё применение в процессах утилизации попутного нефтяного газа непосредственно на промыслах с целью повышения давления транспортируемого газа либо выработки электроэнергии для собственных нужд промысла и вахтового поселка.